# Литкевич
Литкевич — заповідне урочище місцевого значення. Об'єкт розташований на території Онуфріївського району Кіровоградської області, поблизу с. Попівка.
Площа — 3,7 га, статус отриманий у 1992 році.

## Галерея

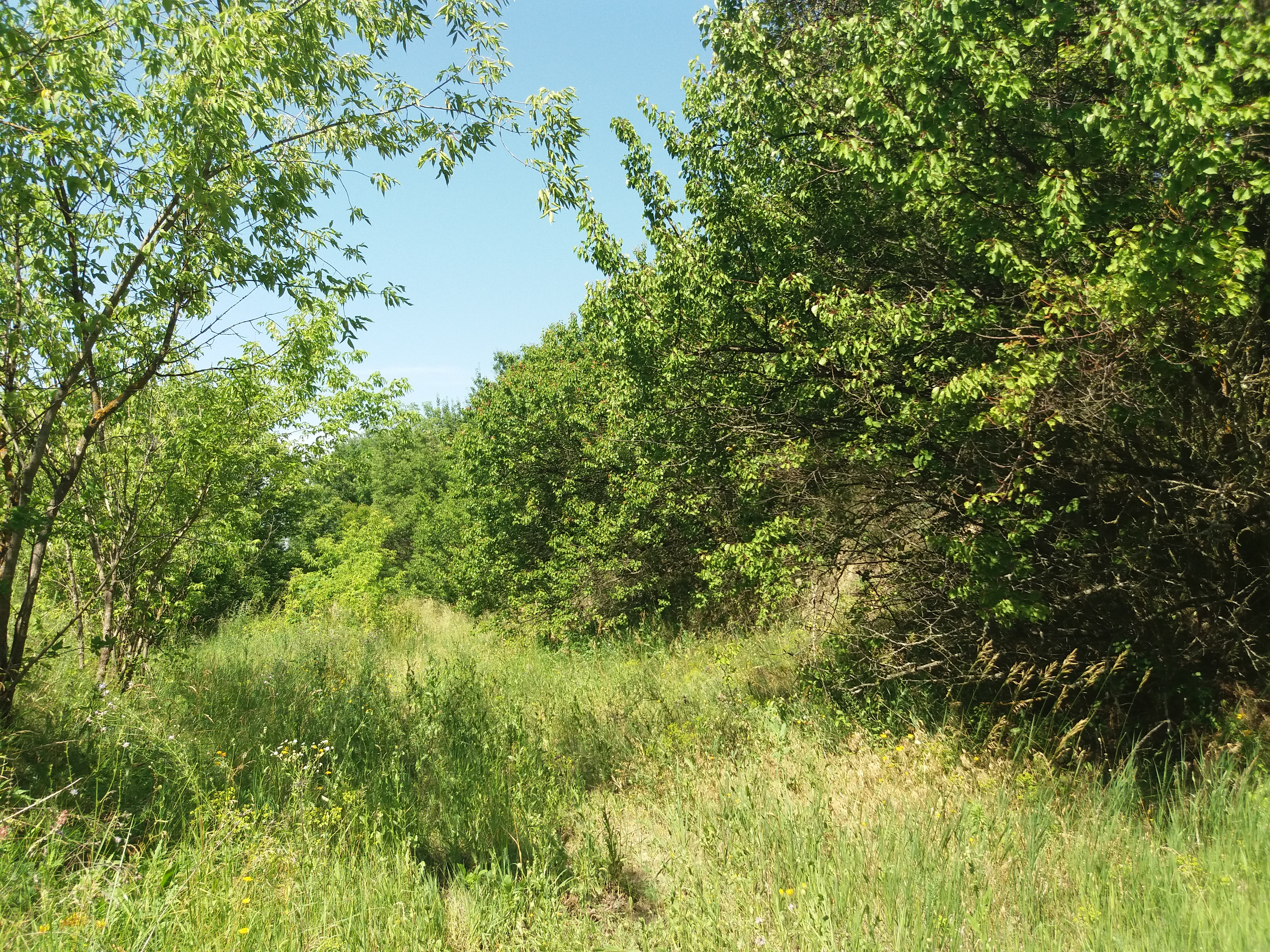
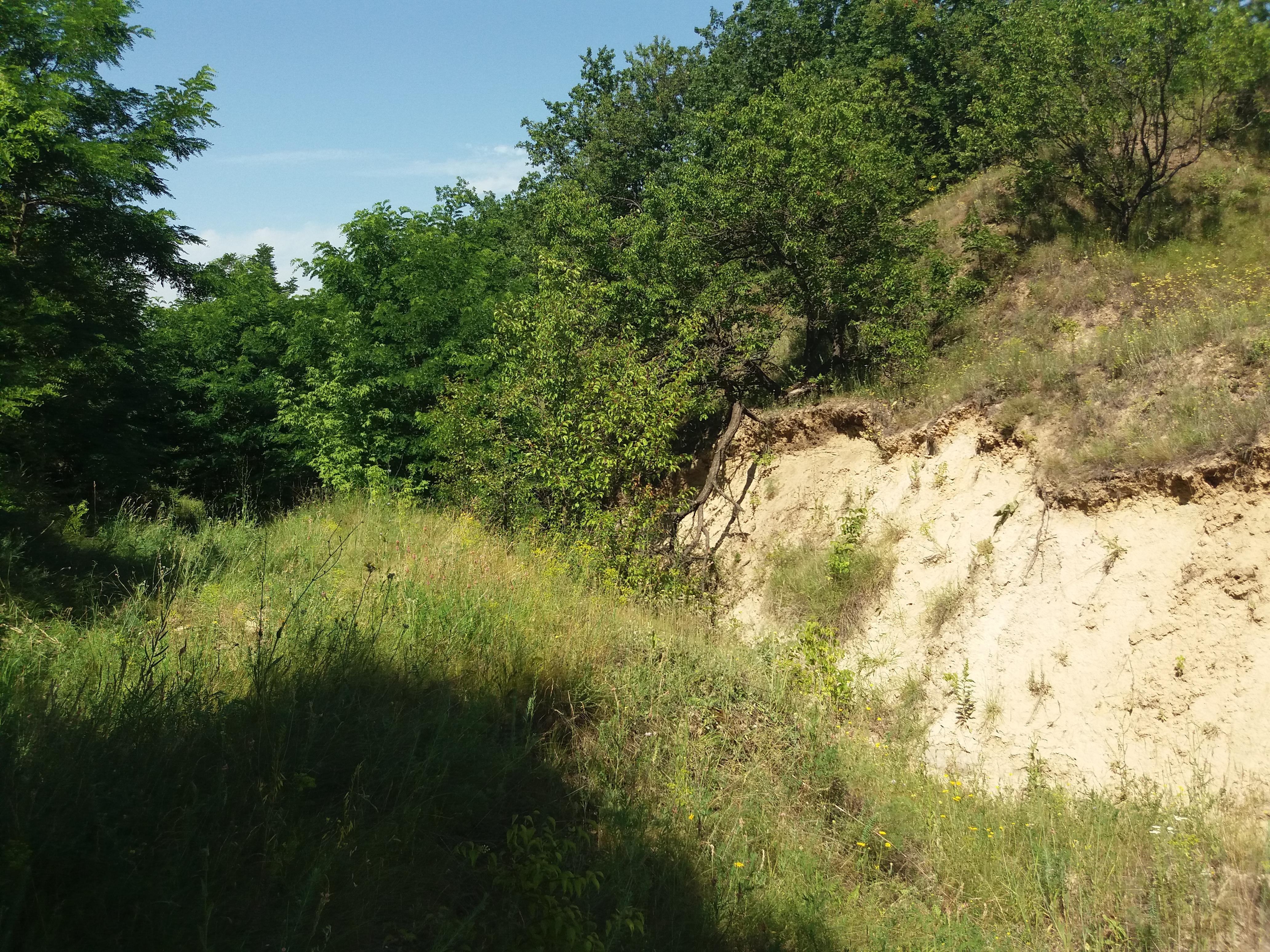
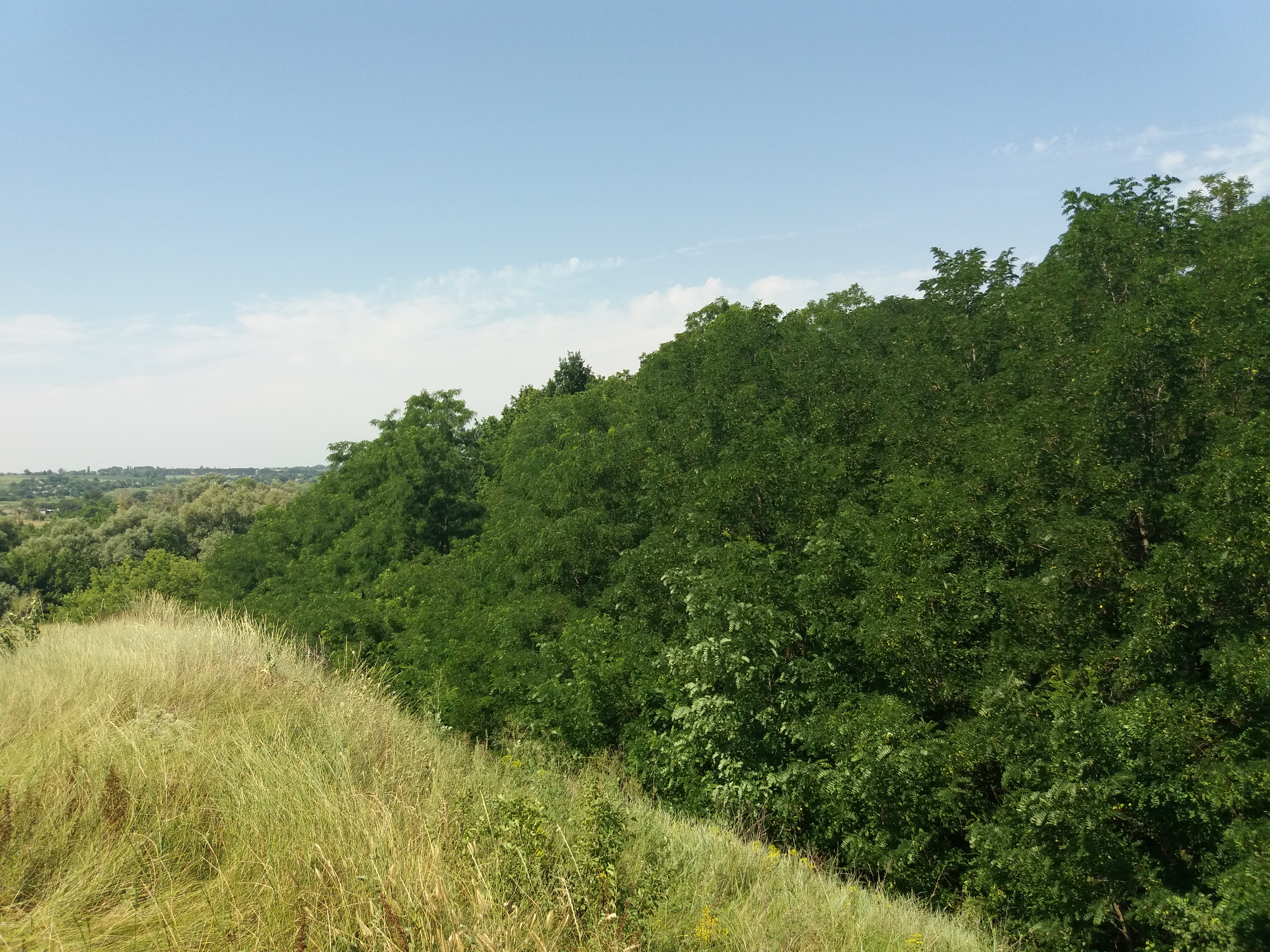